# Мэттью Уайлдер
Мэтью Уайлдер (настоящее имя Мэтью Вайнер) — американский певец, музыкант и продюсер, начавший свою карьеру в 70-е годы.
В 1983 году он выпустил первый сольный альбом «I Don’t Speak the Language», который имел успех благодаря синглу «Break My Stride». Позже он начал сочинять музыку для фильмов и телесериалов, таких как «Красотка» и «Бухта Доусона».

## Биография
Родился 24 января 1953 года в Нью-Йорке. После окончания школы Нью Линкольна Уайлдер стал частью фолк-рок группы «Matthew & Peter» в 1970-х, после чего переехал в Лос-Анджелес. Его дебютный альбом «I Don’t Speak the Language» и песня «Break My Stride» имели коммерческий успех.
Он также работал с другими артистами, включая Рики Ли Джонс и Бетт Мидлер. Уайлдер продолжил успешную карьеру как автор песен и продюсер, работая с такими звездами, как No Doubt, Кристина Агилера и Майли Сайрус. Он также участвовал в создании песен для мультфильма «Мулан». В 1998 году за эту работу он получил премию «Энни» за лучшую музыку в анимационном полнометражном фильме. Участвовал в написании музыки для мюзикла «Принцессы», адаптации романа Маленькая принцесса для театральной сцены.

## Дискография

### Альбомы
- I Don’t Speak the Language (1983)
- Bouncin' Off the Walls (1984)
- Especially on Birthdays (2021)